# Río Salgir
El río Salguir o río Salhyr (en ucraniano: Салгір; en ruso: Салгир) es el río más grande de la República Autónoma de Crimea de Ucrania y reclamada por República de Crimea, anexada a Rusia desde 2014.
Su longitud es de 204 km, su cuenca hidrográfica abarca unos 3750 km², 518 estanques con una superficie total de 1027 hectáreas 5 embalses con área total 822 hectáreas (área de uno de ellos  Embalse de Simferopol 317 hectáreas).
Nace con las fuentes de los ríos Angara y Kyzyl-Koba en las laderas en las montañas Chatyr-Dag y desemboca en el golfo de Sivash. El río fluye hacia estrecho desfiladero, dentro de la estepa de Crimea en un amplio valle. El río cruza el canal de Crimea del Norte. El afluente correcto el río Biiuk-Karasu. Cerca de la ciudad Simferópol forma un pantano . En la primavera, se intenta lavar el canal de Salgir mediante la creación de una corriente poderosa, levantando el entrada de la presa del depósito de agua de Simferopol. Este río se utiliza para abastecimiento de agua y regadío. 
Se encuentran distintas especies de peces, como el cabezudo, el albur, la perca y la trucha.